# Defensor Sporting Club
Defensor Sporting Club is een Uruguayaanse voetbalclub uit de hoofdstad Montevideo. De club werd opgericht in 1913 als Defensor Atlético Club, maar nam zijn huidige naam in 1989 aan na een fusie met Sporting Club Uruguay. Defensor SC speelt zijn thuiswedstrijden in het Estadio Luis Franzini, dat plaats biedt aan 18.000 toeschouwers.

## Erelijst
- Landskampioen

1976, 1987, 1991, 2008

## Bekende (oud-)spelers
- Sebastián Abreu
- Pablo Forlán
- Diego Laxalt
- Marcelo Romero
- Dario Silva
- David Texeira
- Matias Jones
- Felipe Gedoz
- Giorgian De Arrascaeta

## Trainers
- Aníbal Ruiz (1977)
- Gregorio Pérez (1983-1984)
- Juan Ahuntchaín (1996)
- Jorge da Silva (2007-2009)
- Pablo Repetto (2010-2011)
- Gustavo Díaz (2012-)